# Manchester Athenaeum
El Manchester Athenaeum (Ateneo de Mánchester) en Princess Street, Mánchester, Inglaterra, que ahora forma parte de la Manchester Art Gallery, fue originalmente un club construido para el Manchester Athenaeum, una sociedad para el «avance y difusión del conocimiento» en 1837.

## Arquitectura
El edificio está construido con sillares de piedra arenisca bajo un tejado de pizarra en una planta rectangular y originalmente tenía dos plantas y un sótano. Tiene una simetría de nueve ventanas de fachada con sillares almohadillados planteadas en las esquinas y un friso inscrito bajo una prominente cornisa. Las inscripciones en el friso son «INSTUTVTED MDCCCXXXV ATHENAEUM ERECTED MDCCCXXXVIII» y «FOR THE ADVANCEMENT AND DIFFVSION OF KNOWLEDGE». El interior del edificio fue dañado por un incendio en 1874 y fue remodelado y una planta ático se añadió detrás de un parapeto de alta balaustrada con cuatro altas chimeneas.
Un pórtico central de entrada con un techo de bóveda de cañón artesonado se accede por una escalera de piedra y cuenta con columnas dóricas que sostienen un friso, cornisa moldurada y pretil con balaustrada. El primer y segundo pisos tienen ventanas altas de las dos luces abatibles con dinteles, balaustradas y frontones en el segundo piso.

## Historia
La Manchester Athenaeum, fundada en 1835, se reunió en la vecina Royal Manchester Institution hasta que los fondos se habían planteado para el edificio, que tenía una sala de prensa en la planta baja, biblioteca, sala de conferencias y sala de café. Los miembros más tarde añadieron una sala de billar y un gimnasio. Sobrevivió a dificultades financieras para convertirse en el centro de la literatura en vivo. Sir Charles Barry, que diseñó el Royal Manchester Institution en el estilo renacimiento griego, diseñó el Manchester Athenaeum en el estilo palazzo italiano, la primera construcción en la ciudad. Manchester Corporation adquirió el edificio en 1938. 
En 2002, la Manchester Art Gallery se extendió por Hopkins Architects tras un concurso de diseño arquitectónico gestionado por RIBA Competitions llevado a cabo en el Ateneo. Está vinculado a la galería de arte por un atrio de cristal. El Ateneo es un edificio catalogado de grado II.
Richard Cobden, fundamental en la promoción de la educación en la ciudad, habló en la apertura. En cuatro años se habían logrado más de 1000 miembros. Charles Dickens y Benjamin Disraeli se inscribieron como miembros en la década de 1840. El club declinó después de 1935.